# J. Barney Sherry
Pour les articles homonymes, voir Sherry.
J. Barney Sherry, né le 4 mars 1874 dans le quartier de  Germantown à Philadelphie, Pennsylvanie (États-Unis), et décédé dans cette ville le 22 février 1944, est un acteur américain qui a fait carrière au cinéma muet.

## Filmographie

### Années 1900
- 1903 : Le Vol du grand rapide (The Great Train Robbery), de Edwin S. Porter
- 1905 : Raffles, the Amateur Cracksman de Gilbert M. Anderson
- 1905 : Adventures of Sherlock Holmes; or, Held for Ransom de James Stuart Blackton
- 1909 : The Paymaster (it) de Fred J. Balshofer
- 1909 : The Mexican's Crime de Fred J. Balshofer

### Années 1910
- 1910 : Pardners (it) de Frank McGlynn Sr. et Edwin S. Porter
- 1910 : Luck of Roaring Camp (it) d'Edwin S. Porter
- 1910 : The Mexican's Jealousy (it) de Fred J. Balshofer
- 1910 : A Romance of the Prairie (it) de Fred J. Balshofer
- 1910 : The Ten of Spades; or, A Western Raffle (it) de Fred J. Balshofer
- 1910 : The Mexican's Ward (it) de Fred J. Balshofer
- 1910 : The Man from Texas (it) de Fred J. Balshofer
- 1910 : A Western Romance d'Edwin S. Porter
- 1910 : Bradford's Claim d'Edwin S. Porter
- 1910 : Lost for Many Years (it) de Fred J. Balshofer
- 1910 : Perils of the Plains (it) de Fred J. Balshofer
- 1910 : Saved from the Redmen (it) de Fred J. Balshofer
- 1910 : The Sea Wolves (it) de Fred J. Balshofer
- 1910 : A Mexican Lothario (it) de Fred J. Balshofer
- 1910 : Her Terrible Peril (it) de Fred J. Balshofer
- 1910 : The Stolen Claim (it) d'Edwin S. Porter
- 1911 : The Outlaw and the Female Detective de Frank Montgomery
- 1911 : In the Shadow of the Pines de Hobart Bosworth
- 1911 : The Totem Mark d'Otis Turner : Sachem
- 1911 : Little Dove's Romance de Fred J. Balshofer
- 1911 : Kit Carson's Wooing de Francis Boggs
- 1911 : The Voyager: A Tale of Old Canada (it) de Hobart Bosworth
- 1911 : John Oakhurst, Gambler (it) de Hobart Bosworth
- 1911 : An Indian Vestal de Hobart Bosworth
- 1911 : Coals of Fire (it) d'Hobart Bosworth : le vieux Sturgiss et Juge Rogers
- 1911 : The Chief's Daughter (it) de Hobart Bosworth
- 1911 : George Warrington's Escape de Hobart Bosworth
- 1911 : Evangeline de Hobart Bosworth
- 1912 : La Guerre dans les plaines (War on the Plains) de Thomas H. Ince
- 1912 : The Indian Massacre de Thomas H. Ince : Mr. Brown
- 1912 : The Battle of the Red Men de Thomas H. Ince : "Big Horse"
- 1912 : The Deserter de Thomas H. Ince
- 1912 : The Crisis de Thomas H. Ince
- 1912 : Blazing the Trail de Thomas H. Ince
- 1912 : The Lieutenant's Last Fight de Thomas H. Ince : Capitaine Haines
- 1912 : The Outcast de Thomas H. Ince : Lone Bear, un chef Cheyenne
- 1912 : Memories of a Pioneer de Francis Ford
- 1912 : A Soldier's Honor de Thomas H. Ince : le Colonel
- 1912 : His Punishment de Thomas H. Ince
- 1912 : The Colonel's Peril de Francis Ford et Thomas H. Ince
- 1912 : The Sheriff of Stoney Butte de Frank Montgomery
- 1912 : His Nemesis de Thomas H. Ince
- 1912 : His Double Life de Thomas H. Ince
- 1912 : The Bugle Call de Thomas H. Ince
- 1912 : A White Lie de Thomas H. Ince
- 1912 : Sundered Ties de Francis Ford
- 1912 : For the Honor of the Seventh de Reginald Barker
- 1912 : Le Dernier combat du lieutenant (Custer's Last Fight) de Francis Ford : James McLaughlin
- 1912 : The Sergeant's Boy de Thomas H. Ince
- 1912 : The Sheriff's Adopted Child de Frank Montgomery
- 1912 : The Colonel's Ward de Thomas H. Ince
- 1912 : Blood Will Tell de Thomas H. Ince
- 1912 : The Law of the West de Thomas H. Ince
- 1913 : The Burning Brand
- 1913 : In the Ranks
- 1913 : The Paymaster's Son : Le fils du colonel
- 1913 : A Bluegrass Romance : Juge Breckinridge, le père
- 1913 : A Shadow of the Past : Colonel Boyd
- 1913 : Wheels of Destiny
- 1913 : The Counterfeiter
- 1913 : The Pride of the South : Capitaine Jack Wendell
- 1913 : The Grey Sentinel de Burton L. King
- 1913 : Will o' the Wisp
- 1913 : Past Redemption : Jim Howe, père de Nell
- 1913 : The Sea Dog
- 1913 : The Miser de Burton L. King
- 1913 : Le Désastre (The Battle of Gettysburg) de Thomas H. Ince et Charles Giblyn
- 1913 : A True Believer de Burton L. King
- 1913 : The Banshee
- 1913 : The Heritage of Eve
- 1913 : The Struggle
- 1913 : The Belle of Yorktown
- 1913 : The Soul of the South
- 1913 : The Maelstrom de Burton L. King
- 1913 : The Open Door
- 1913 : Eileen of Erin
- 1914 : A Military Judas
- 1914 : For Her Brother's Sake
- 1914 : The Belles of Austi
- 1914 : North of 53
- 1914 : The Squire's Son
- 1914 : The Forest Vampires
- 1914 : The Social Ghost
- 1914 : The Latent Spark
- 1914 : From Out of the Dregs
- 1914 : The Final Reckoning
- 1914 : The Long Feud
- 1914 : An Eleventh Hour Reformation
- 1914 : The Word of His People
- 1914 : The Power of the Angelus
- 1914 : The Mills of the Gods
- 1914 : Le Serment de Rio Jim (The Bargain) : Phil Brent
- 1914 : Mother of the Shadows
- 1914 : Rio Jim, le fléau du désert (Two-Gun Hicks) : Hayes
- 1914 : A Flower in the Desert
- 1915 : The Deadly Spark
- 1915 : A Lucky Blowout
- 1915 : The Still on Sunset Mountain
- 1915 : Mr. 'Silent' Haskins : Jim Black
- 1915 : The Devil, de Reginald Barker et Thomas H. Ince : Alfred Zanden
- 1915 : The Disillusionment of Jane
- 1915 : The Cup of Life : James Kellerman
- 1915 : The Valley of Hate
- 1915 : Rumpelstiltskin : Jim Crow
- 1915 : The Operator at Big Sandy
- 1915 : The Scales of Justice
- 1915 : A Piece of Amber
- 1915 : The Burglar's Baby
- 1915 : The Tide of Fortune
- 1915 : Farewell to Thee
- 1915 : Between Men (en) de William S. Hart : Ashley Hampdon
- 1915 : The Golden Claw
- 1915 : The Beckoning Flame : Muhmed
- 1915 : Aloha Oe de Richard Stanton et Charles Swickard
- 1916 : The Conqueror : Wayne Madison
- 1916 : The Green Swamp : Dr Jim Hendon
- 1916 : Bullets and Brown Eyes : le King
- 1916 : The Raiders
- 1916 : The Stepping Stone : Horatio Wells
- 1916 : Civilization's Child : Juge Sims
- 1916 : Civilisation, de Reginald Barker, Thomas H. Ince et Raymond B. West : Le forgeron
- 1916 : Pour sauver sa race (The Aryan), de Reginald Barker, William S. Hart et Clifford Smith
- 1916 : The Phantom de Charles Giblyn : James Bereton
- 1917 : Le Sexe faible (The Weaker Sex) de Raymond B. West : Edward Tilden
- 1917 : The Iced Bullet : Richard Deering
- 1917 : Back of the Man : Président Brooks
- 1917 : Blood Will Tell : Docteur Galbraith
- 1917 : Les Sœurs jumelles (The Snarl) de Raymond B. West  : Docteur
- 1917 : The Millionaire Vagrant : Malcolm Blackridge
- 1917 : Love or Justice (en) de Walter Edwards : Winthrop E. Haines
- 1917 : Madcap Madge : Earl of Larsdale
- 1917 : A Strange Transgressor : John Hampton
- 1917 : Borrowed Plumage : Earl of Selkirk
- 1917 : Ten of Diamonds : Ellis Hopper
- 1917 : Flying Colors : Craig Lansing
- 1917 : The Stainless Barrier : Wilbur Gray
- 1917 : The Fuel of Life : Bragdon Brant
- 1917 : Fanatics : Nicholas Eyre
- 1917 : The Gown of Destiny : Mr. Reyton
- 1918 : The Argument  de Walter Edwards : John Corbin
- 1918 : Real Folks  de Walter Edwards : Pat Dugan
- 1918 : A Soul in Trust : Sénateur Franklin
- 1918 : The Hard Rock Breed : Bill Naughton
- 1918 : Who Killed Walton? : George Hamilton
- 1918 : Her Decision : Martin Rankin
- 1918 : High Stakes : Ralph Stanning
- 1918 : The Secret Code : Sénateur John Calhoun Rand
- 1918 : The Reckoning Day : Sénateur Wheeler
- 1919 : Restless Souls (en) de William C. Dowlan : Dr Robert Calvert
- 1919 : The Forbidden Room : Mason Clark
- 1919 : Extravagance : Hartley Crance
- 1919 : Mary Regan : Morton Sr
- 1919 : The Mayor of Filbert de Christy Cabanne : Dr Loring
- 1919 : The Master Man : Lieutenant Gouverneur
- 1919 : La Séductrice (A Little Brother of the Rich) de Lynn Reynolds : Henry Leamington

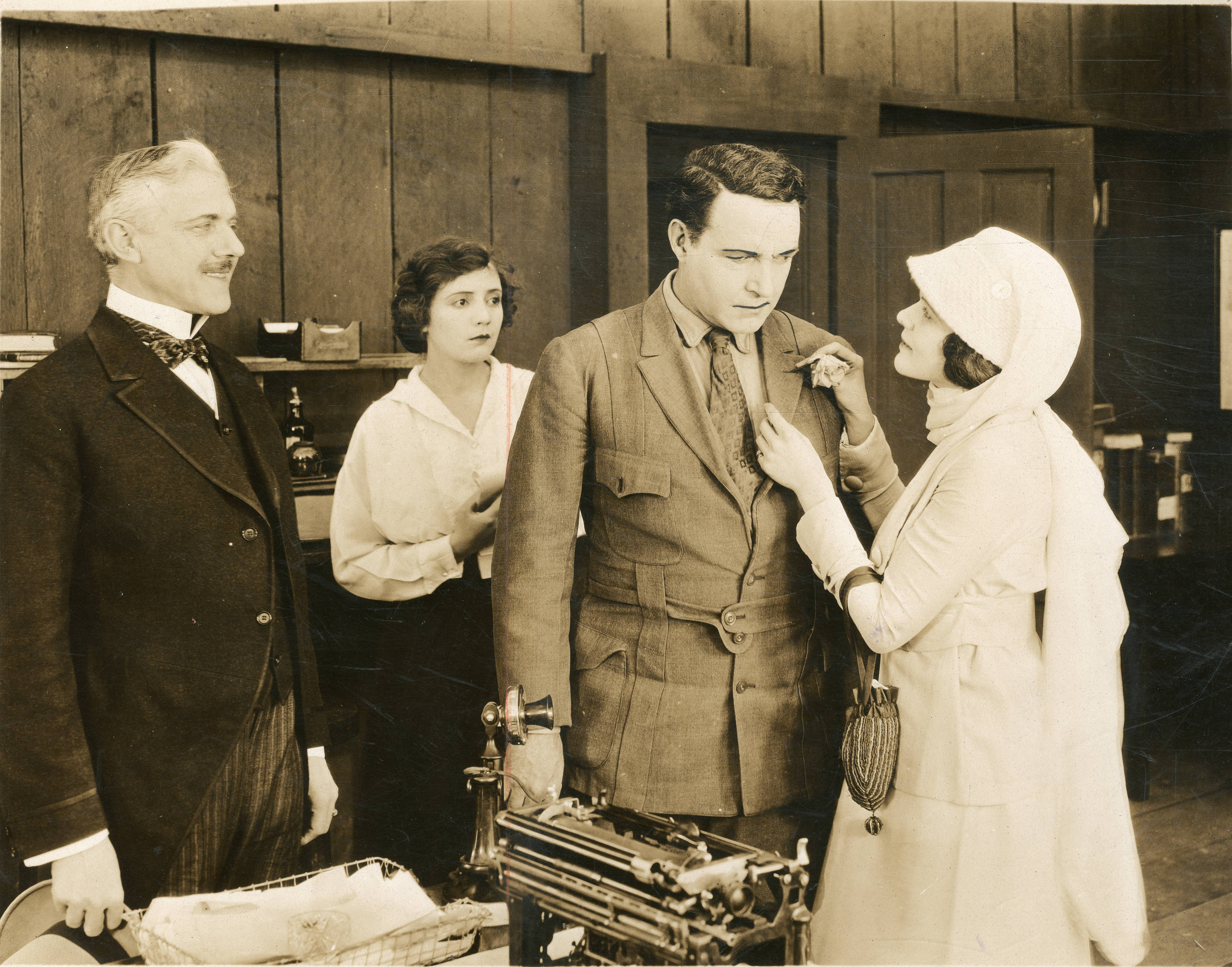
Dans A Man's Fight (1919).

- 1919 : Yvonne from Paris : David Marston
- 1919 : The Tiger Lily : Philip Remington
- 1919 : This Hero Stuff : Jackson J. Joseph
- 1919 : A Man's Fight : David Carr
- 1919 : Tête brûlée (A Gun Fightin' Gentleman) de John Ford : John Merritt
- 1919 : The Black Gate : Bowen
- 1919 : The Lion Man (en) : Frederick Cavendish

### Années 1920
- 1920 : The River's End : McDowell
- 1920 : The Forged Bride : Clark Farrell
- 1920 : Le Système du Docteur Ox (Go and Get It) de Marshall Neilan et Henry Roberts Symonds : Gordon
- 1920 : Le Souffle des dieux (The Breath of the Gods) de Rollin S. Sturgeon : Sénateur Todd
- 1920 : Darling Mine : Gordon Davis
- 1920 : Occasionally Yours : John Woodward
- 1920 : Dinty
- 1921 : Just Outside the Door : Edward Burleigh
- 1921 : Man-Woman-Marriage : Henshaw
- 1921 : The Barbarian : James Heatherton
- 1921 : Thunderclap : Lionel Jamieson
- 1921 : Burn 'Em Up Barnes (en) de Colbert Clark et Armand Schaefer : Whitney Barnes
- 1921 : The Lotus Eater de Marshall Neilan
- 1922 : Back Pay : Charles G. Wheeler
- 1922 : Shadows of the Sea d'Alan Crosland : Dr. Jordan
- 1922 : Island Wives : Captaine du yacht
- 1922 : The Broken Silence : Inspecteur Brandt
- 1922 : John Smith : Martin Lang
- 1922 : Sure-Fire Flint : le père fier
- 1922 : A Woman's Woman : Sénateur James Gleason
- 1922 : Secrets of Paris : Chancelier

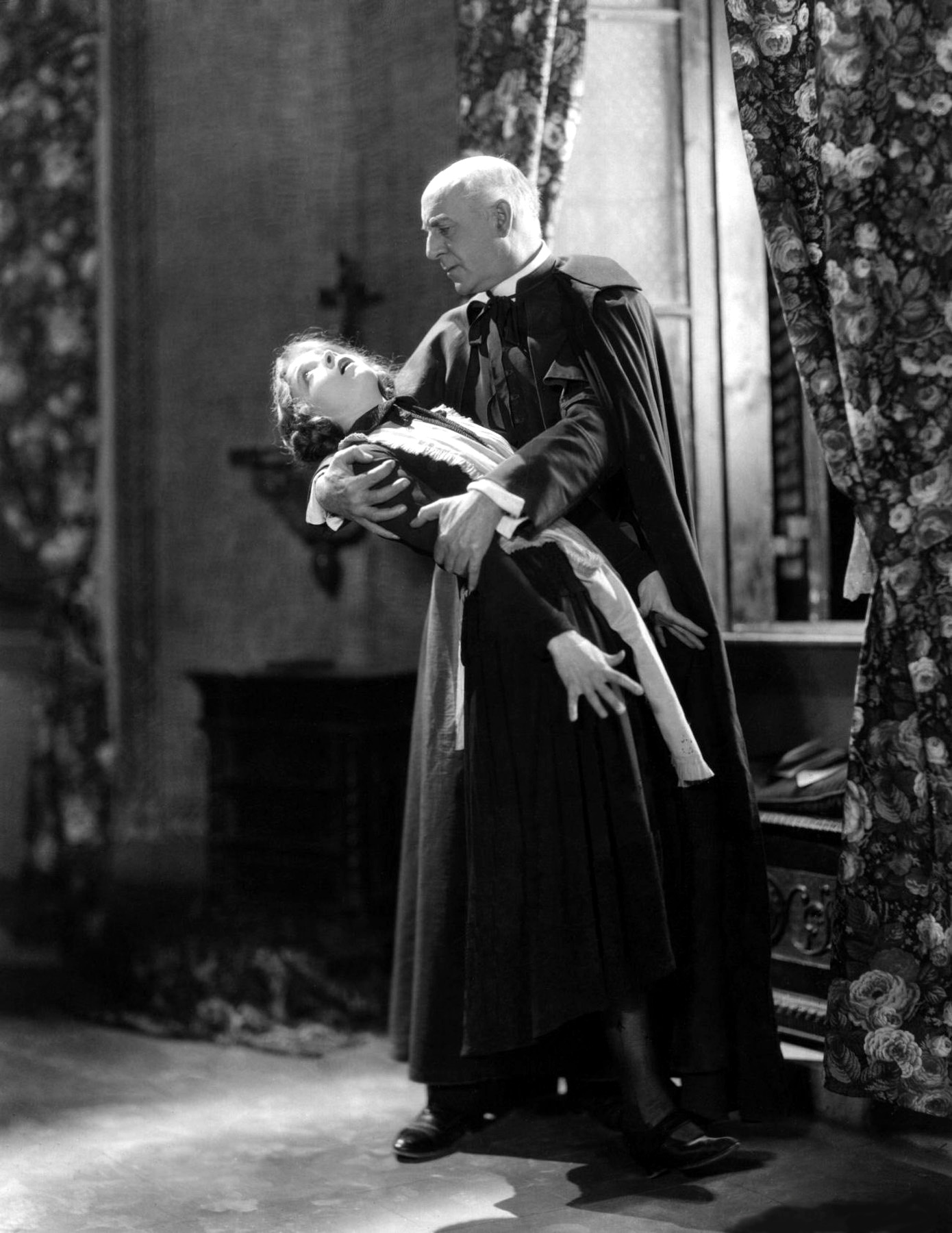
Avec Lillian Gish dans Dans les laves du Vésuve (1923).

- 1922 : Notoriety : Horace Wedderburn
- 1922 : When the Desert Calls : Lieutenant Colonel Potter
- 1922 : La Rencontre (Till We Meet Again) de Christy Cabanne : Arthur Montrose
- 1922 : What Fools Men Are : Horace Demrest
- 1922 : The Inner Man : Thurlow Michael Barclay Sr
- 1923 : Jacqueline, or Blazing Barriers : le père
- 1923 : Dans les laves du Vésuve (The White Sister) d'Henry King : Monseigneur Saracinesca
- 1924 : Miami : David Forbes
- 1924 : Lend Me Your Husband de Christy Cabanne : Burrows Stackton
- 1924 : Dixie : Robert E. Lee
- 1924 : The Warrens of Virginia : Général Robert E. Lee
- 1924 : Born Rich : Major Romayne Murphy
- 1924 : Galloping Hoofs : Richard Shaw
- 1925 : Enemies of Youth
- 1925 : The Crackerjack : Colonel Perkins
- 1925 : Daughters Who Pay : Foster Sr
- 1925 : Lying Wives : rôle indéterminé
- 1925 : Play Ball : Thomas W. Sutton
- 1925 : A Little Girl in a Big City  de Burton L. King : Howard Young
- 1925 : The Live Wire : Henry Langdon
- 1926 : Casey of the Coast Guard : John Warren
- 1926 : Broken Homes
- 1926 : False Pride
- 1926 : The Brown Derby : Capitaine Shay
- 1926 : Prince of Tempters : secrétaire du pape
- 1927 : Spider Webs : Chester Sanfrew
- 1927 : The Crimson Flash
- 1928 : Alex the Great : Smith
- 1928 : The Wright Idea : O.J. Gude
- 1929 : In Old Madrid
- 1929 : The Voice Within
- 1929 : Jazz Heaven : John Parker
- 1929 : Broadway Scandals : Le Maire